# Sarah Van Dam
Sarah Van Dam (Victoria (Brits-Columbia), 4 december 2001) is een Canadees wielrenster die zowel op de baan als op de weg actief is.

## Carrière
Op 12-jarige leeftijd nam Van Dam voor het eerst deel aan competitieve wedstrijden in de wielersport. Ze was op verschillende onderdelen actief voordat ze zich enkele jaren later volledig toelegde tot het rijden op de baan en de weg. In 2018 nam ze deel aan de junioren kampioenschappen van Canada waar ze in totaal acht medailles won, zes hiervan waren goud. In 2021 nam ze voor het eerst deel aan grote internationale toernooien bij de elite. Op de WK van dat jaar werd ze twintigste bij de afvalkoers. Bij de ploegenachtervolging greep ze net naast het podium, ze was samen met Erin Attwell, Ngaire Barraclough, Maggie Coles-Lyster en Devaney Collier onderdeel van de ploeg. Eveneens in 2021 won ze goud in Cali op de ploegenachtervolging bij de eerste jaargang van de Nations Cup. Deze reed ze samen met Attwell, Barraclough en Lily Plante. In 2022 won Van Dam meerdere gouden medailles op de Canadese kampioenschappen en de Pan-Amerikaanse kampioenschappen. Tevens nam ze deel aan de WK. In 2024 nam ze voor het eerst deel aan de Olympische Zomerspelen die dat jaar plaatsvonden in Parijs. Samen met Attwell, Coles-Lyster en Ariane Bonhomme  werd ze achtste op de ploegenachtervolging.
Op de weg maakte ze voor het seizoen van 2023 de overstap naar de continentale wielerploeg DNA Pro Cycling. Na twee seizoenen ging ze rijden bij de Duitse wielerploeg CERATIZIT-WNT Pro Cycling Team.

## Palmares

### Baan
| Jaar      | CK                                                    | P-AK                                                                             | WK                                                                      | Overige                                    |
| Als elite | Als elite                                             | Als elite                                                                        | Als elite                                                               | Als elite                                  |
| --------- | ----------------------------------------------------- | -------------------------------------------------------------------------------- | ----------------------------------------------------------------------- | ------------------------------------------ |
| 2021      |                                                       |                                                                                  | 4e ploegenachtervolging 20e afvalkoers                                  | NC Cali: · ploegenachtervolging            |
| 2022      | achtervolging · koppelkoers · omnium · 9e 1km tijdrit | afvalkoers · omnium · koppelkoers · ploegenachtervolging · puntenkoers · scratch | 7e ploegenachtervolging 8e afvalkoers 12e achtervolging 12e koppelkoers |                                            |
| 2023      |                                                       |                                                                                  | 7e afvalkoers 8e ploegenachtervolging 13e achtervolging                 | NC Milton: · ploegenachtervolging          |
| 2024      |                                                       |                                                                                  |                                                                         | Olympische Spelen: 8e ploegenachtervolging |

### Weg
2022
 Canadees kampioenschap tijdrijden, beloften
2023
Jongerenklassement Joe Martin Stage Race
 Canadees kampioenschap tijdrijden, beloften
 Canadees kampioenschap op de weg, elite
2024
 Canadees kampioenschap tijdrijden, elite

#### Resultaten in voornaamste wedstrijden
| Jaar | Ronde van Italië | Ronde van Frankrijk | Ronde van Spanje |
| ---- | ---------------- | ------------------- | ---------------- |
| 2023 |                  |                     |                  |
| 2024 |                  |                     |                  |
| 2025 | 21e              | 41e                 |                  |

| Jaar | Milaan-San Remo | Ronde van Vlaanderen | Amstel Gold Race |  | WK op de weg |
| ---- | --------------- | -------------------- | ---------------- |  | ------------ |
| 2023 |                 |                      |                  |  | 46e          |
| 2024 |                 |                      |                  |  |              |
| 2025 | 25e             | 55e                  | 46e              |  |              |

## Ploegen
- 2023 –  DNA Pro Cycling
- 2024 –  DNA Pro Cycling
- 2025 –  CERATIZIT-WNT Pro Cycling Team

Alonso · Brauße · Burlová · Van Dam · Eberle · Fiorin · Hartmann (vanaf 14/3) · Hashimi · Hengeveld · Jaskulska · Miermont · Le Mouel · De Zoete · Zsankó